# 石原敬士 (射撃選手)
石原 敬士（いしはら けいし、1943年3月7日 - ）は、日本の射撃競技（クレー射撃）選手、神職。栃木県鹿沼市に鎮座する古峯神社の第84代宮司。
射撃競技のオリンピック日本代表選手に2度（1968年メキシコシティー・1980年モスクワ）選ばれながら、2度とも本人には非のない状況で参加できなかったことから、「幻の五輪選手（オリンピアン）」「最もついてない男」などとも呼ばれる。次女の石原奈央子もクレー射撃選手で、2016年リオデジャネイロオリンピックに父と同じスキート種目での出場を果たした。

## 経歴
栃木県鹿沼市生まれ。生家の古峯神社（鹿沼市草久）は1300年以上の歴史があるとされる神社で、現役時代の石原は「鉄砲神主」と呼ばれたという。
祖父は、明治時代初期に神社の敷地内に射撃場を造った。先代宮司である父の石原重殷（しげたか）も射撃競技選手で、1954年の全日本選手権ではトラップ種目で優勝、日本クレー射撃協会副会長を務めている。
敬士は祖父が造った射撃場で父に教えられて腕を磨き、小学3年生で大人に混じって競技会に出場した。國學院高等学校から國學院大學に進学。1962年に世界選手権にスキート種目で初出場し、以後複数回出場がある。1967年のアジア選手権大会（東京）では6位入賞。
スキート種目が初採用された1968年メキシコシティーオリンピックで、日本代表選手に選ばれる。しかし、日本クレー射撃協会の不祥事（散弾横流し事件）によって出場辞退に追い込まれた。
また、日本クレー射撃協会は1970年にアマチュア規定違反で日本体育協会から除名された。これに伴ってJOC構成メンバーからも削除、国際射撃連合（国際射撃連盟の前身）加盟権も停止され、選手は国体・世界選手権・オリンピック・アジア大会への出場資格を失った。このため、石原も1972年ミュンヘンオリンピックへの出場機会を得られなかった。日本クレー射撃協会が日本体育協会復帰を果たしたのは1973年である。
1976年モントリオールオリンピックでは、国内予選で麻生太郎に敗れて代表選出を逃した。
1979年にはスキート種目で199点（当時の世界タイ記録）を出すなど好調な成績を残し、国内予選を1位で通過して1980年モスクワオリンピックの代表選手に選ばれた。1980年にはアジア選手権大会（マニラ）で銀メダルを獲得している。
しかし、モスクワオリンピックを日本がボイコットすることが決定されたため、石原はふたたび「幻の代表」となった。当時の報道では「最もついてない男」と呼ばれたという。石原は「精進してきた他の選手には気の毒だと思った」ものの、「国が国策として決めたことならば仕方がない」と、騒動を冷静に見ていたという。
その後は競技を引退、宮司を継ぎ、神職に専念した。2010年には栃木県神社庁長に就任。
2020年東京オリンピックに際しては、日本オリンピック委員会会長の山下泰裕（石原同様にモスクワ大会に出場できなかった元柔道選手である）からの打診を受け、聖火ランナーとなる。新型コロナウイルス感染拡大により聖火リレーも延期となったが、2021年3月に栃木県鹿沼市内を走った。